# Eremo di San Leonardo al Lago
L'eremo di San Leonardo al Lago è un edificio religioso situato nei pressi di Santa Colomba, nel comune di Monteriggioni, in provincia di Siena, arcidiocesi di Siena-Colle di Val d'Elsa-Montalcino.
Il santo titolare è Leonardo del Limosino, eremita molto venerato nel medioevo europeo e celebrato per il forte legame con la natura, in particolare alberi e boschi (festa principale 6 novembre).
Dal dicembre 2014 il Ministero per i beni e le attività culturali lo gestisce tramite il Polo museale della Toscana, nel dicembre 2019 divenuto Direzione regionale Musei. Nel 2016 ha fatto registrare 2 852 visitatori. L'ingresso è gratuito.

## Storia e descrizione
L'eremo agostiniano, documentato dal 1119, sorse presso il lago Verano, bonificato nella seconda metà del XVIII secolo.
La chiesa e i locali furono ricostruiti tra il XIII secolo e il XIV secolo, riutilizzando il lato destro dell'antica costruzione in uno stile di transizione tra romanico e gotico. Nel 1366 l'intero complesso monastico fu fortificato.
Nella facciata della chiesa si apre il portale strombato con l'arco a tutto sesto.
L'interno è diviso in tre campate coperte con volta a crociera. La chiesa è stata oggetto di pesanti interventi decorativi di gusto neogotico: tuttavia, nella zona absidale si conservano affreschi di Lippo Vanni, raffiguranti Storie della vita della Vergine, angeli e santi, databili tra il 1360 e il 1370.
Nell'ex refettorio, uno dei capolavori della pittura senese del Quattrocento: un frammentario ma pregevolissimo affresco con la Crocifissione, opera di Giovanni di Paolo del Grazia, realizzato intorno al 1445.

## Galleria d'immagini

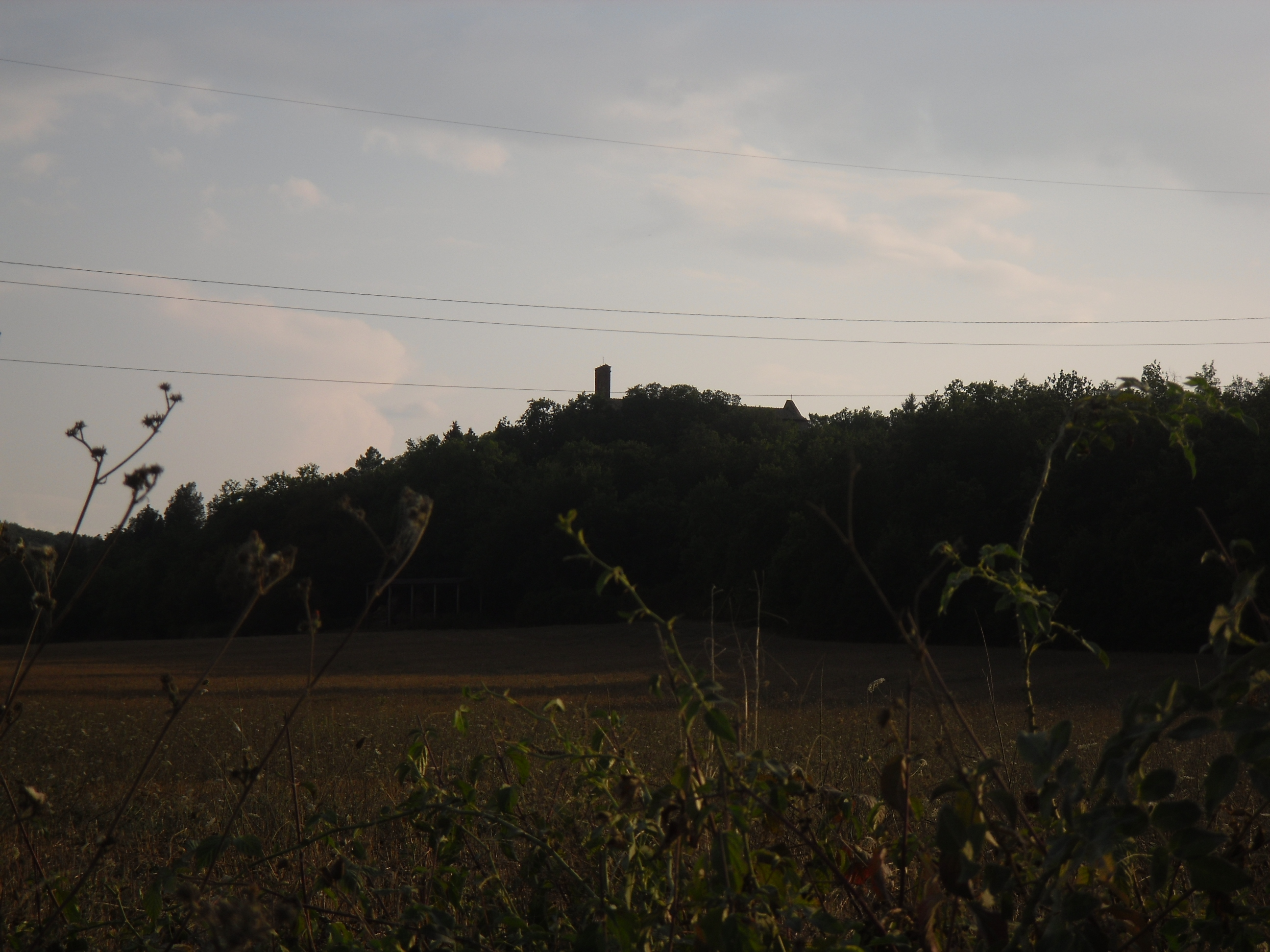
L'eremo visto dalla piana del lago Verano
Il complesso architettonico dell'eremo
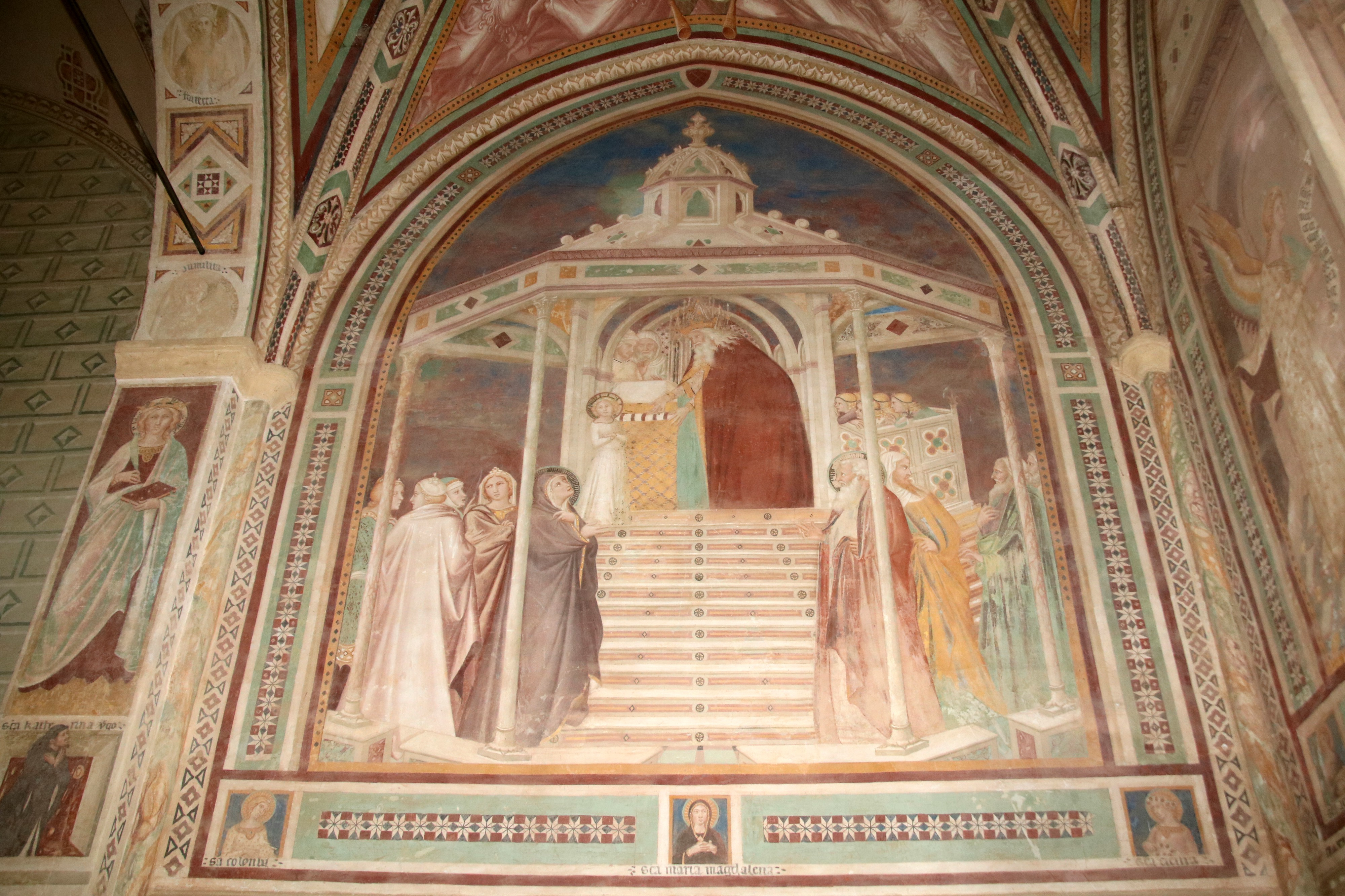
Presentazione al Tempio di Lippo Vanni, 1360/70 ca.